# Jaroslavskij
Il quartiere Jaroslavskij (in russo Ярославский район?) è un quartiere di Mosca sito nel Distretto Nord-orientale.
Nella sua area sorgevano i villaggi siti lungo la Trojckaja Jaroslavskaja doroga ("strada Jaroslavskaja della Trinità"): Krasnaja Sosna, Malye Mytišči e Myza Raevo. Fino al 1997, sul fiume Ička vi era un acquedotto simile al Rostokinskij.
Deve il suo nome alla via principale che lo attraversa, la Jaroslavskoe Šosse, ovvero l'autostrada per Jaroslavl'.
È uno dei pochi quartieri interni all'MKAD che non è direttamente servito dalla metropolitana; per ironia della sorte proprio qui sorse l'insediamento Metrostroj, dove negli anni 1950 vivevano gli operai addetti alla costruzione della sezione Rižskaja della metropolitana.